# Blue Ice
Blue Ice — концертний альбом американського блюзового музиканта Джиммі Докінса, випущений лейблом Platonic в 1991 році.

## Опис
Цей концертний альбом був записаний 18 і 20 квітня 1991 року під час ісландського туру у клубі Pölsinn Music Club в Рейк'явіку.
14 квітня 1995 року альбом був перевиданий лейблом Evidence Records під назвою Blues from Iceland.

## Список композицій
1. «Welfare Line» (Джиммі Докінс) — 7:47
2. «That's Alright» (Джиммі Роджерс) — 6:37
3. «You Don't Love Me» (Віллі Коббс, Бо Діддлі, В. Лі) — 4:07
4. «Feel So Bad» (Чак Вілліс) — 5:22
5. «Too Much Alcohol» (Дж.Б. Хатто) — 3:39
6. «Tin Pan Alley» (народна) — 7:02
7. «Help Me» (Сонні Бой Вільямсон) — 9:02
8. «One Room Country Shack» (Джон Лі Хукер, Мерсі Ді Волтон) — 8:12
9. «Night Life» (Волт Бріленд, Пол Баскірк, Віллі Нельсон) — 8:29
10. «Sometimes I Have a Heartache» (Біг Мама Торнтон) — 11:03

## Учасники запису
- Джиммі Докінс — гітара і вокал (1-4,9)
- Блу Айс Брагасон — гітара
- Чикаго Боу — губна гармоніка, вокал (5-8)
- Андреа Гільфадоттір — вокал (10)
- Гудмундур Петурссон — гітара
- Харальдур Поррстейнссон — бас
- Йоханн Хйорлейфссон — ударні (4,5,9)
- Асгейр Оскарссон — ударні (1-3,6-8,10)

### Технічний персонал
- Блу Айс Брагасон — продюсер
- Хілмар Йорн Хілмарссон — продюсер
- Арнбор Орлігссон — інженер
- Едвард Ван Ландегем — ремастиринг
- Джеймс Фрейгер — фотографія